# 塞尔维亚—斯洛伐克关系
塞尔维亚－斯洛伐克关系是塞尔维亚和斯洛伐克之间的外交关系。两国于1993年建立直接外交关系，塞尔维亚在布拉迪斯拉发设有大使馆，斯洛伐克亦在贝尔格莱德设有大使馆。斯洛伐克是少数不承认科索沃独立的北约和欧盟成员国之一。[a]塞尔维亚是欧盟候选国，斯洛伐克是欧盟成员国。塞尔维亚与斯洛伐克的关系历来良好而稳定。

## 历史
18世纪和19世纪，塞尔维亚与斯洛伐克的关系非常良好，两国在文化、艺术、商业、教育、科学、政治和军事等领域均有合作。
在18至19世纪期间，超过2500名塞尔维亚人在斯洛伐克的各大学和高等院校接受教育，其中大部分在布拉迪斯拉发、科希策和凯日马罗克。
塞尔维亚的文化和政治生活中也有一些著名的斯洛伐克人物，如帕维尔·约瑟夫·沙法瑞克、扬·科拉尔和卢多维特·什图尔等。帕维尔·约瑟夫和扬·科拉尔的学术贡献包括收集斯洛伐克民间诗歌。而其之所以决定进行这项工作，正是因为受到塞尔维亚语言学家武克·斯特凡诺维奇·卡拉季奇的影响，且二人在工作中也对其多有借鉴。19世纪，塞尔维亚人和斯洛伐克人相互支持，并积极传播斯拉夫主义思想。
塞尔维亚作家和历史学家里斯托·科维亚尼奇（Risto Kovijanić）研究塞尔维亚和斯洛伐克两国关系超过50年，并发表了许多关于该主题的作品。
历史上，两国都曾受到外国占领者的压迫，斯洛伐克人和塞尔维亚人在争取国家独立以及斯拉夫语言文化自治的斗争中互相承认对方为盟友。
历史学家和塞尔维亚－斯洛伐克关系专家内博伊沙·库兹曼诺维奇（Nebojša Kuzmanović）认为，斯洛伐克是塞尔维亚历史上与其关系最佳的国家。
2021年2月，塞尔维亚总统亚历山大·武契奇和外交部长尼古拉·塞拉科维奇会见了斯洛伐克外交和欧洲事务部长伊万·科尔乔克。

## 比較
|             | 斯洛伐克                                                                        | 塞爾維亞                                                                                        |
| ----------- | ------------------------------------------------------------------------------- | ----------------------------------------------------------------------------------------------- |
| 人口        | 5,464,060人                                                                     | 7,001,444人（不包含科索沃）                                                                     |
| 面積        | 49,035平方公里（18,933平方英里）                                                | 88,361平方公里（34,116平方英里）（包含科索沃） 77,474平方公里（29,913平方英里）（不包含科索沃） |
| 人口密度    | 111人/平方公里（287.5人/平方英里）                                              | 91,1人/平方公里（238人/平方英里）                                                               |
| 首都        | 布拉提斯拉瓦                                                                    | 貝爾格勒                                                                                        |
| 最大城市    | 布拉提斯拉瓦 - 437,726人（都會圈人口659,598人）                                 | 貝爾格勒 - 1,233,796人（都會圈人口1,683,962人）                                                 |
| 政體        | 議會共和制                                                                      | 議會共和制                                                                                      |
| 元首        | 總統：蘇珊娜·查普托娃 總理：愛德華·黑格爾                                       | 總統：亞歷山大·武契奇 總理：安娜·布納比奇                                                       |
| 官方語言    | 斯洛伐克語                                                                      | 塞爾維亞語                                                                                      |
| 宗教        | 75.9%基督教、13.4%無宗教、10.6%未回答                                           | 84.59%東正教、4.97%羅馬天主教、3.10%伊斯蘭教、0.99%新教、1.11%無宗教、5.24%其他（不包含科索沃） |
| 種群        | 80.7%斯洛伐克人、8.5%斯洛伐克匈牙利人、2.0%斯洛伐克羅姆人、8.8%其他及未指明種群 | 83.3%塞爾維亞族、3.5%匈牙利人、2.1%羅姆人、2%波士尼亞克人、9%其他種群（不包含科索沃）           |
| GDP（名目） | 1118.74億$（人均：20,495$）                                                     | 520億$（人均：7,497$）（不包含科索沃）                                                          |

## 脚注
| a. | ^ 科索沃是一個在科索沃共和國與塞爾維亞共和國之間的爭議領土。科索沃已于2008年單方面宣布独立并成立了科索沃共和国，但塞尔维亚仍坚持认为科索沃是其主权领土的一個自治區。联合国193个成员国中有113个已承认科索沃的独立地位。 |

## 引用
1. 1 2 3 4 5 6  Kuzmanović, Nebojša. . Sunčanik (Bačka Palanka). 2004.
2. ↑  Serbia, RTS, Radio televizija Srbije, Radio Television of. . www.rts.rs.   [2021-02-08]. （原始内容存档于2021-11-10）.